# Montefalcone nel Sannio
Montefalcone nel Sannio ist eine italienische Gemeinde (comune) mit 1352 Einwohnern (Stand 31. Dezember 2023) in der Provinz Campobasso in der Region Molise. Die Gemeinde liegt etwa 34 Kilometer nordnordwestlich von Campobasso und grenzt unmittelbar an die Provinz Chieti (Abruzzen). Die nordwestliche Gemeindegrenze bildet der Trigno.